# Walter Herrmann
Walter Herrmann Heinrich (ur. 26 czerwca 1979 w Venado Tuerto) – argentyński koszykarz, niski skrzydłowy, mistrz olimpijski z Aten, obecnie zawodnik Atenas de Córdoba. 

## Kariera
Mierzący 206 cm wzrostu koszykarz zawodową karierę zaczynał w 1996 w Olímpia de Venado Tuerto. W ojczyźnie grał także w Atenas de Córdoba (2000–2002). Sezon 2002/03 spędził w hiszpańskim Baloncesto Fuenlabrada, po jego zakończeniu został zawodnikiem Unicaja Málaga, gdzie spędził trzy lata (mistrzostwo Hiszpanii 2006). Latem 2006 trafił do klubu NBA Charlotte Bobcats i w końcówce sezonu zaczął regularnie pojawiać się na parkiecie, zdobywając w jednym ze spotkań 30 punktów. Po tym sezonie został wybrany do II składu debiutantów NBA. W grudniu 2007 został oddany do Detroit Pistons. W lipcu 2009 roku powrócił do Hiszpanii, gdzie podpisał czteroletnią umowę z klubem Caja Laboral, za kwotę 5.05 miliona Euro. W 2011 roku wrócił do swej ojczyzny, gdzie do dziś gra w drużynie Unión Deportiva de Venado Tuerto. 
W seniorskiej reprezentacji Argentyny debiutował w 1999. Może się poszczycić złotem olimpijskim z Aten. Brał udział w MŚ 2006. Herrmann posiada również hiszpańskie obywatelstwo.

## Życie prywatne
Walter Herrmann wywodzi się z rodziny o niemieckich korzeniach. Jest pierwszym synem Héctora Herrmanna i Maríi Cristiny Heinrich. Ma dwie siostry: Bárbarę i Jorgelinę.

## Osiągnięcia i wyróżnienia
Stan na 1.10.2016, na podstawie, o ile nie zaznaczono inaczej.

### NBA
- Zaliczony do II składu debiutantów NBA (2007)[8]
- Debiutant miesiąca (marzec 2007)

### Argentyna i Europa
Drużynowe
- Mistrz:
  - Hiszpanii (2006, 2010)
  - Argentyny (2002, 2016)
  - Brazylii (2015)
- Brązowy medalista Ligi Ameryki (2015)
- Zdobywca pucharu:
  - Hiszpanii (King's Cup - 2005)
  - Interkontynentalnego FIBA (2014)
- Uczestnik rozgrywek:
  - pucharu ULEB (2003)
  - Euroligi

Indywidualne
- MVP:
  - ligi:
    - argentyńskiej (2001, 2014)
    - hiszpańskiej ACB (2003)

  - finałów ligi argentyńskiej (2002, 2016)
  - hiszpańskiego meczu gwiazd (2003)
- Zaliczony do I składu:
  - ligi argentyńskiej (2001, 2002, 2014)
  - ACB (2003)
- Uczestnik meczu gwiazd ligi:
  - argentyńskiej (2000–2002)
  - hiszpańskiej (2003)
  - brazylijskiej (2015)
- Laureat nagrody:
  - najlepszego:
    - krajowego zawodnika ligi argentyńskiej (2014)
    - nowo przybyłego zawodnika roku ligi:
      - hiszpańskiej (2003)
      - argentyńskiej (1999)

  - skrzydłowego roku (2003)
  - rewelacji sezonu ligi argentyńskiej (1999)
- 2-krotny zwycięzca argentyńskiego konkursu wsadów (1999, 2000)
- Finalista konkursu wsadów w ligi ACB (2003)
- Lider strzelców ligi:
  - hiszpańskiej ACB (2003 – 22,2 punktu)
  - argentyńskiej (2014)[9]
  - turnieju Super 8 (2013)

### Kadra
- Mistrz:
  - olimpijski (2004)
  - Ameryki (2001)
  - Ameryki Południowej (2001, 2004)
- Wicemistrz Igrzysk Dobrej Woli (2001)
- Brązowy medalista turnieju FIBA Diamond Ball (2004)
- Uczestnik:
  - mistrzostw świata (2006 – 4. miejsce, 2014 – 11. miejsce)
  - igrzysk panamerykańskich (1999)
- Zaliczony do I składu Igrzysk Dobrej Woli (2001)